# Torill Fjeldstad
Torill Fjeldstad (né le 22 février 1958 à Oslo) est une skieuse alpine norvégienne.

## Biographie
Torill Fjeldstad est née le 22 février 1958 à Olso et a pris sa retraite en tant que skieuse alpine en 1984.

## Palmarès

### Coupe du monde
- 1975 : 3ème place en slalom à Garmisch-Partenkirchen (Allemagne)
- 1981 : 2ème place à Piancavallo (Italie) et deux troisièmes places à Altenmarkt-Zauchensee (Autriche) et à Mégève (France)
- 1982 : 3ème place à Aspen (USA)